# Tom Woewiyu
Jucontee Thomas Woewiyu (1946 - 12 de abril de 2020), também conhecido como Tom Woewiyu, foi o ex-líder da Frente Patriótica Nacional da Libéria (NPFL), com Charles Taylor.
Woewiyu serviu como Ministro da Defesa de 1989 a 1996 e porta-voz da Frente Patriótica Nacional da Libéria, uma facção rebelde considerada responsável por mais de 60.000 violações, consistindo em crimes de guerra como estupro, escravidão, recrutamento de crianças-soldados e massacres, durante a Primeira Guerra Civil da Libéria (1989 - 1996). Woewiyu manteve o status de residente permanente legal nos Estados Unidos desde 1972. Lá, fundou a Associação para a Democracia Constitucional na Libéria (ACDL) entre a comunidade liberiana expatriada, uma organização que posicionava-se contra o regime de Samuel Doe, então Presidente da Libéria.
Após o regresso de Woewiyu de uma visita à Libéria, foi preso no Aeroporto Internacional de Newark, acusado de mentir sobre os pedidos de imigração ao omitir o seu papel e autoridade dentro da Frente Patriótica Nacional da Libéria.
Notavelmente, a Comissão da Verdade e Reconciliação da Libéria recomendou que Thomas Woewiyu não assumisse cargos públicos durante trinta anos com base na sua associação em facções beligerantes durante a Primeira Guerra Civil da Libéria.